# Frontignan
Frontignan is een gemeente in het Franse departement Hérault (regio Occitanie). De gemeente telde 23.788 inwoners op 1 januari 2022. De plaats maakt deel uit van het arrondissement Montpellier.
De plaats is bekend door haar wijn Muscat de Frontignan.

## Geschiedenis
De plaats is ontstaan rond het jaar 1000 als vissersplaats. In die tijd had de plaats al een primitief kasteel en een muur. In de 13e eeuw werd Frontignan een stad die afhing van de heren van Montpellier. In 1349 kocht koning Filips VI van Frankrijk de heerlijkheid Montpellier en werd ook Frontignan een deel van het kroondomein. Vanaf de 15e eeuw werd Frontignan bekend door de muscatwijn. In 1671 werd het kanaal geopend dat de Rhône verbindt met de haven van Sète.
In de loop van de 19e eeuw werden de 14e-eeuwse stadswallen van Frontignan geslecht. In 1839 werd de spoorlijn tussen Montpellier en Sète geopend. Zestig jaar eerder was de wegverbinding tussen die twee steden tot stand gekomen. Er kwam industrie in de gemeente (chemie, petroleum). Vanaf 1868 ontwikkelde zich ook het kusttoerisme.

## Geografie
De gemeente ligt in het westen aan het Étang de Thau en in het oosten aan het Étang d'Ingril, lagunes van de Middellandse Zee. Ten zuidwesten van het centrum ligt La Peyrade en op de schoorwal ligt Frontignan-Plage. De oppervlakte van Frontignan bedroeg op 1 januari 2022 31,72 vierkante kilometer; de bevolkingsdichtheid was toen 749,9 inwoners per km².
De onderstaande kaart toont de ligging van Frontignan met de belangrijkste infrastructuur en aangrenzende gemeenten.

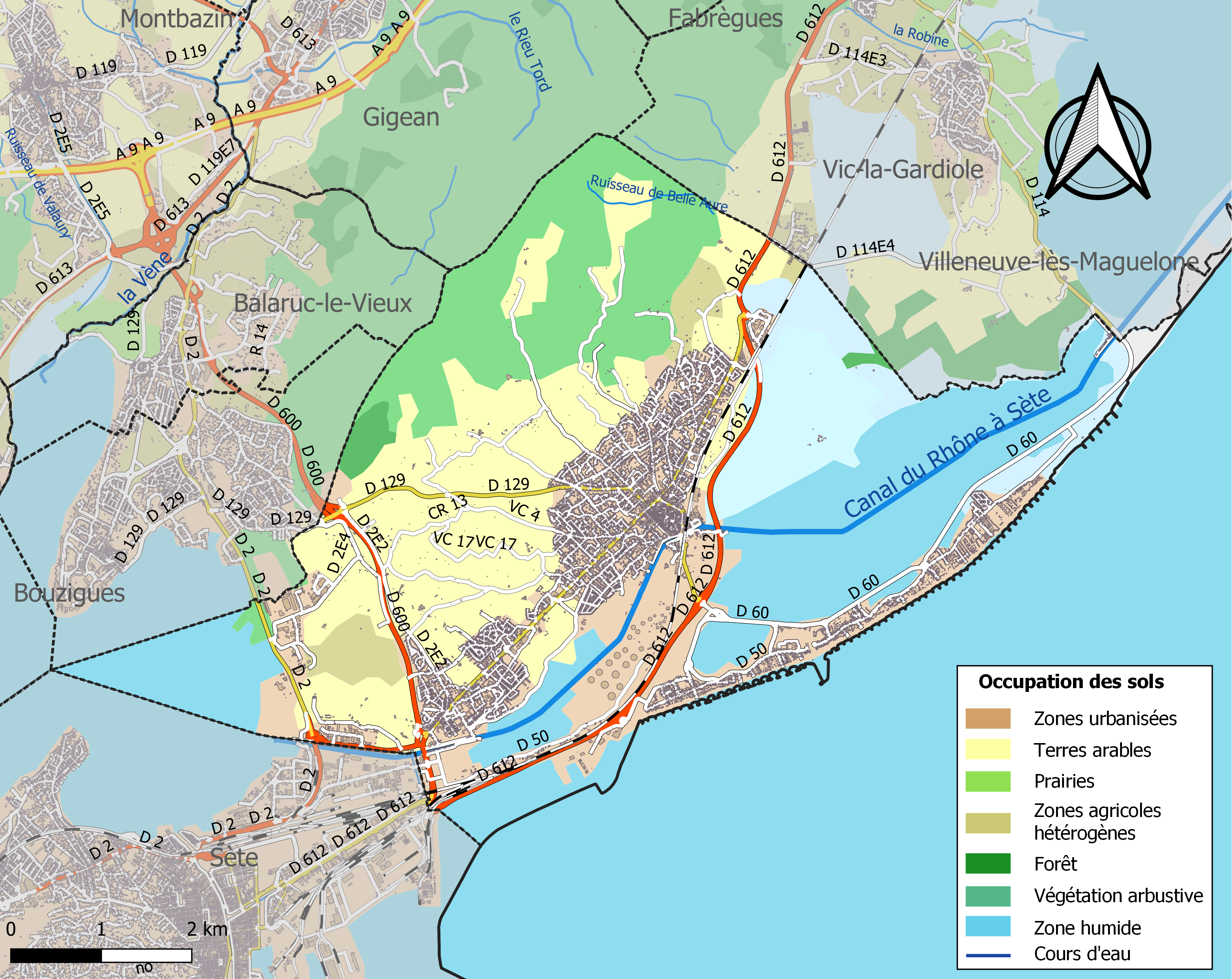

## Demografie
Onderstaande figuur toont het verloop van het inwonertal (bron: INSEE-tellingen).

## Bezienswaardigheden
- Musée de Frontignan, een streekmuseumen Musée de France gehuisvest in de voormalige Chapelle des Pénitents Blancs (1642)[3]
- Kerk Saint-Paul (12e eeuw)

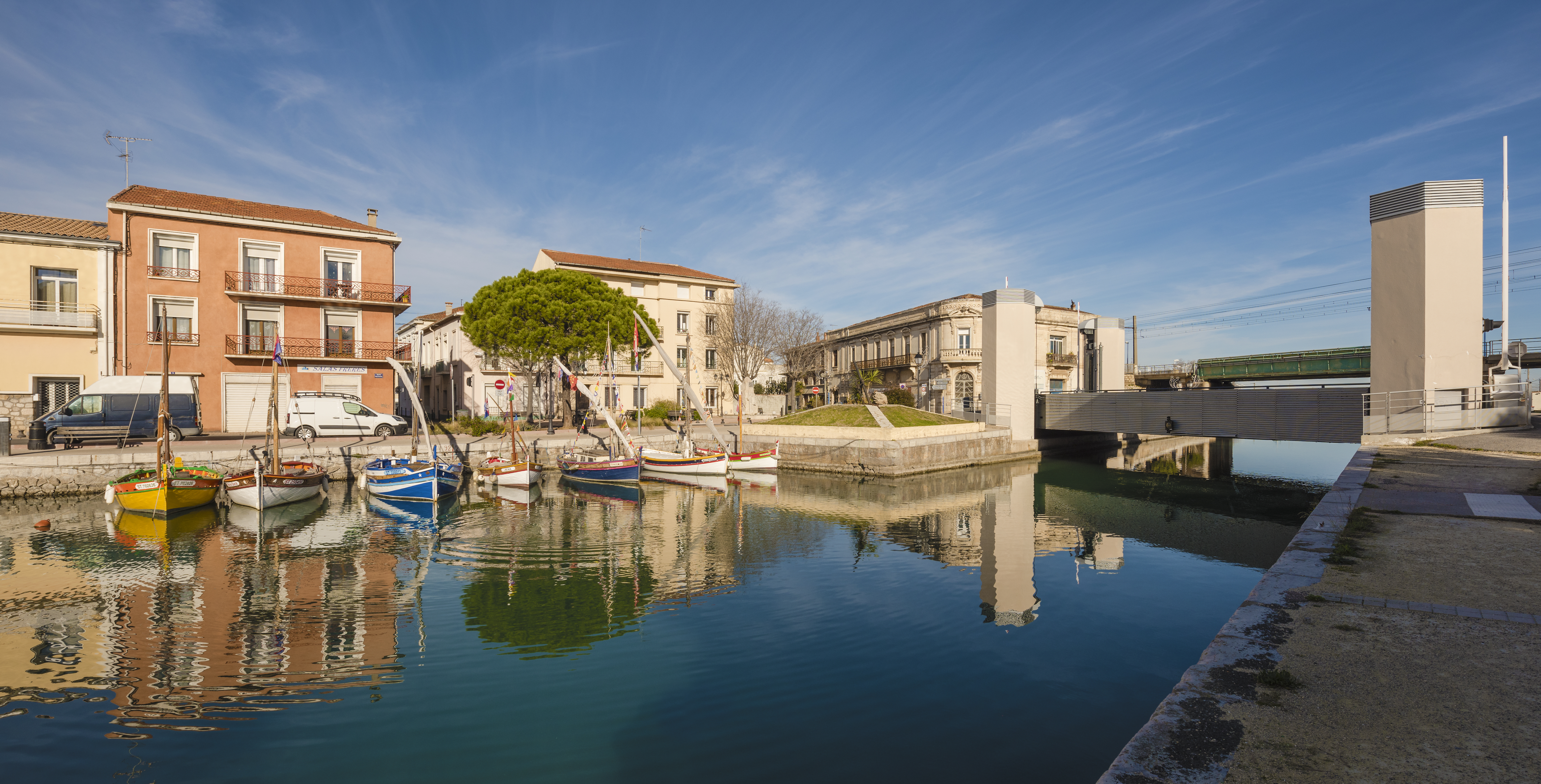
Het Canal du Rhône à Sète
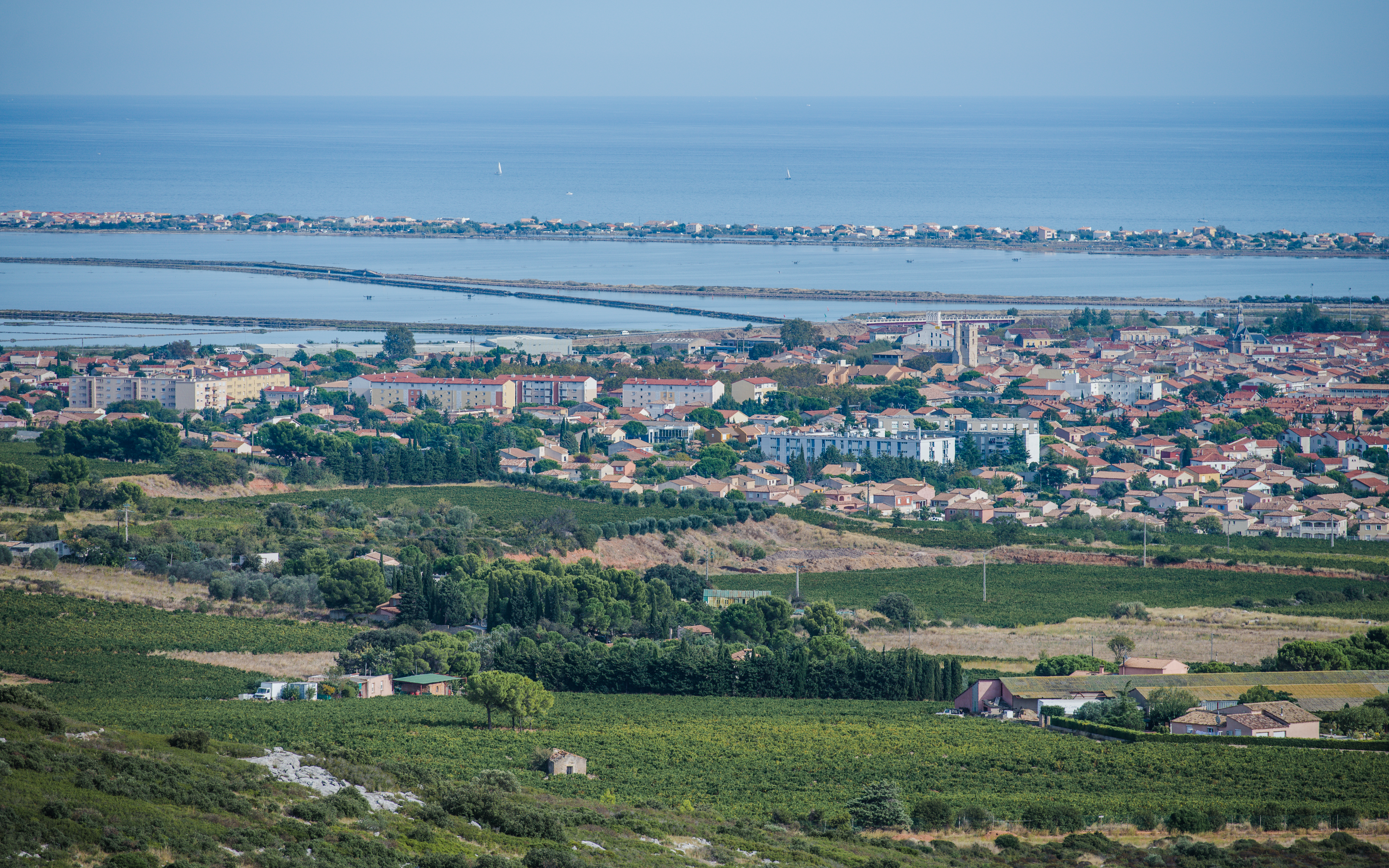
Gezicht op Frontignan
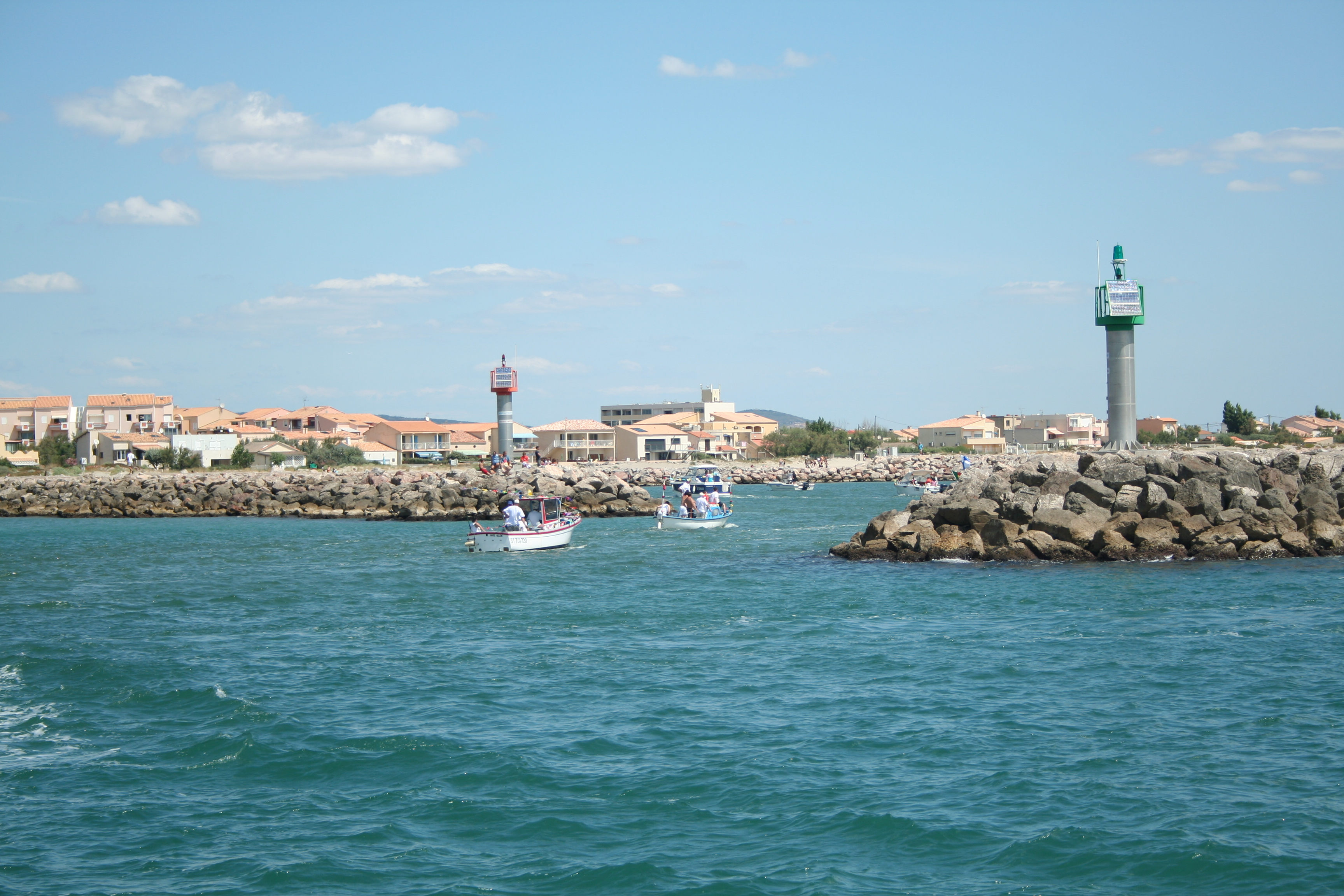
Haven
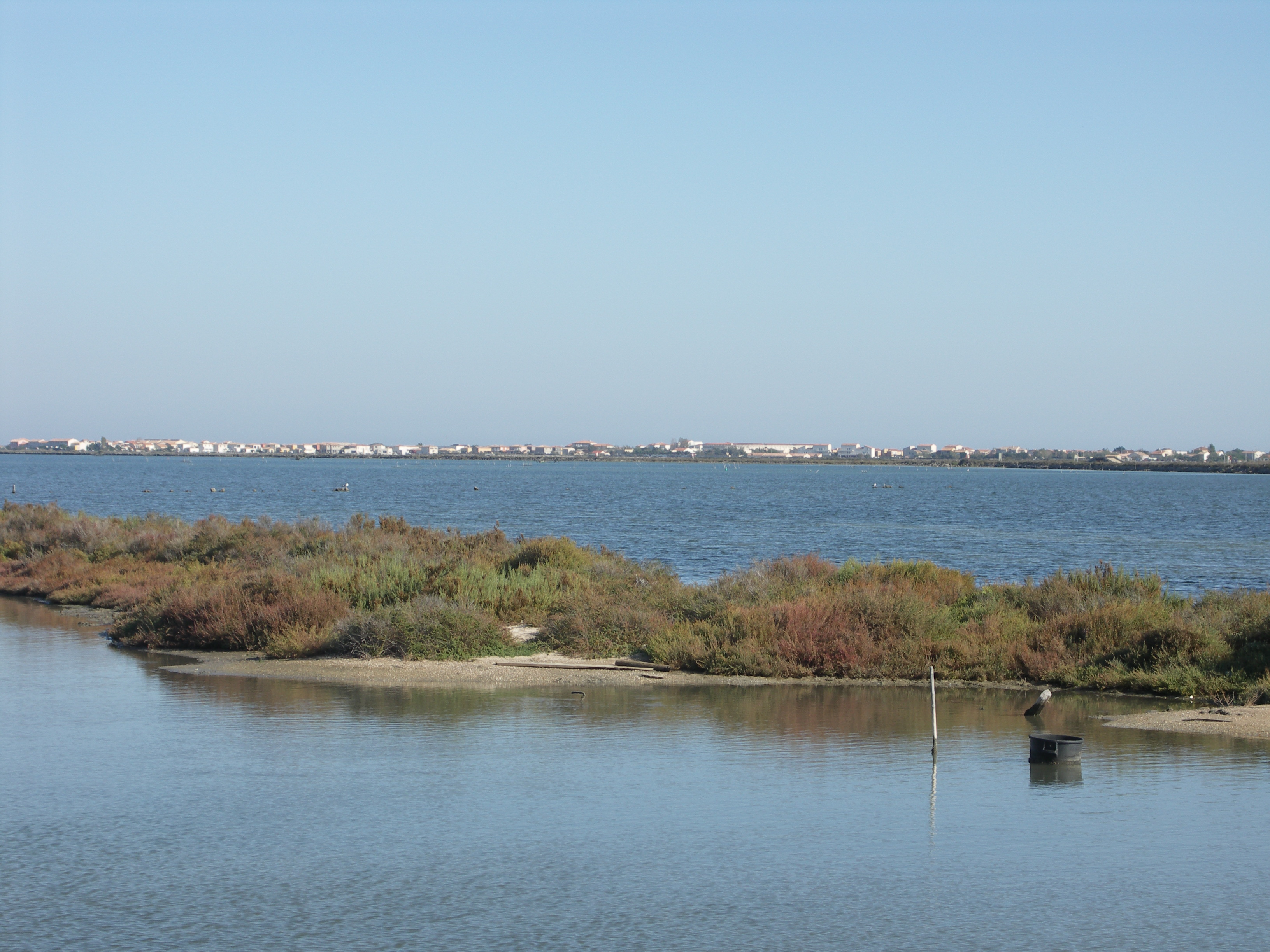
Étang d'Ingril
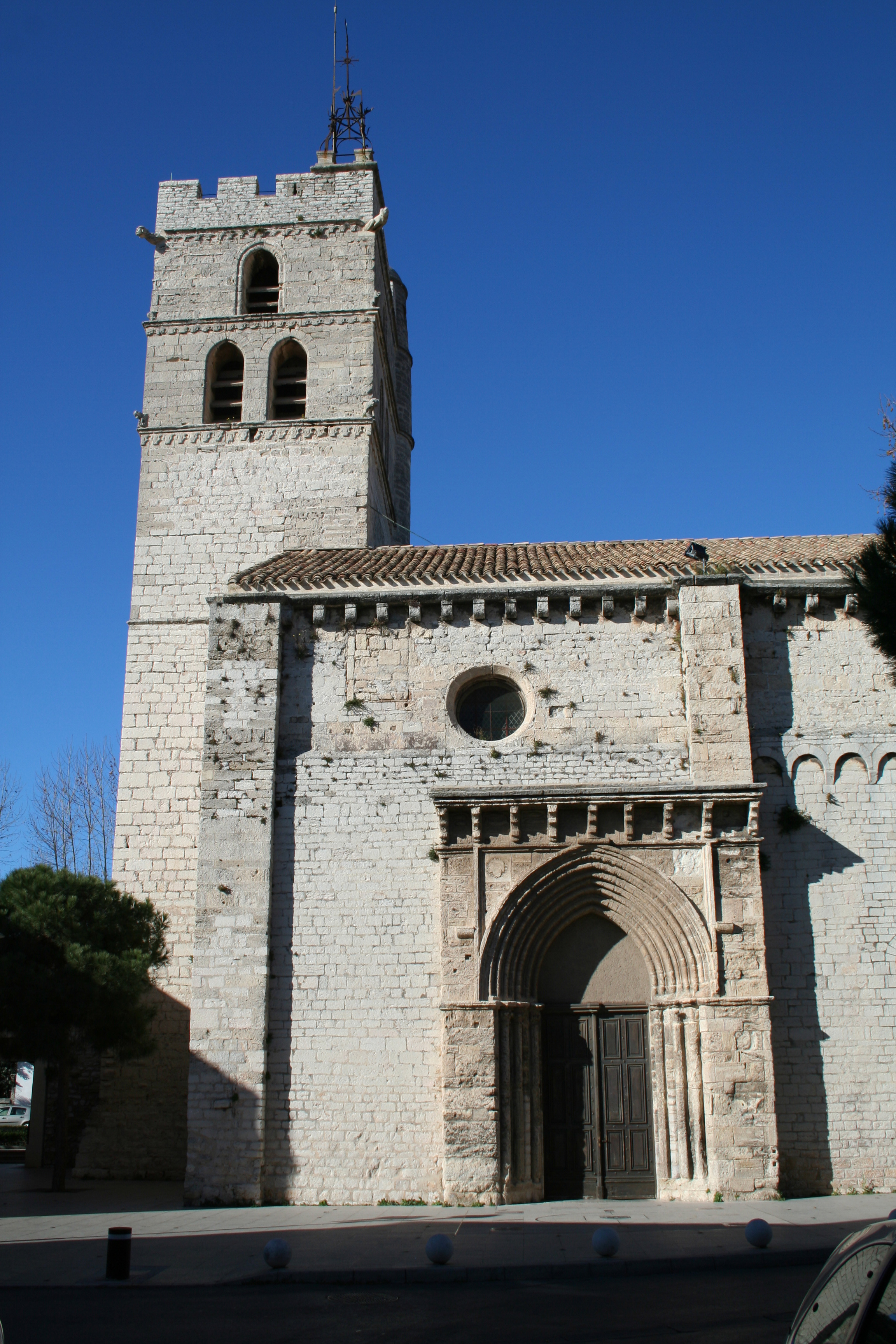
Kerk Saint-Paul
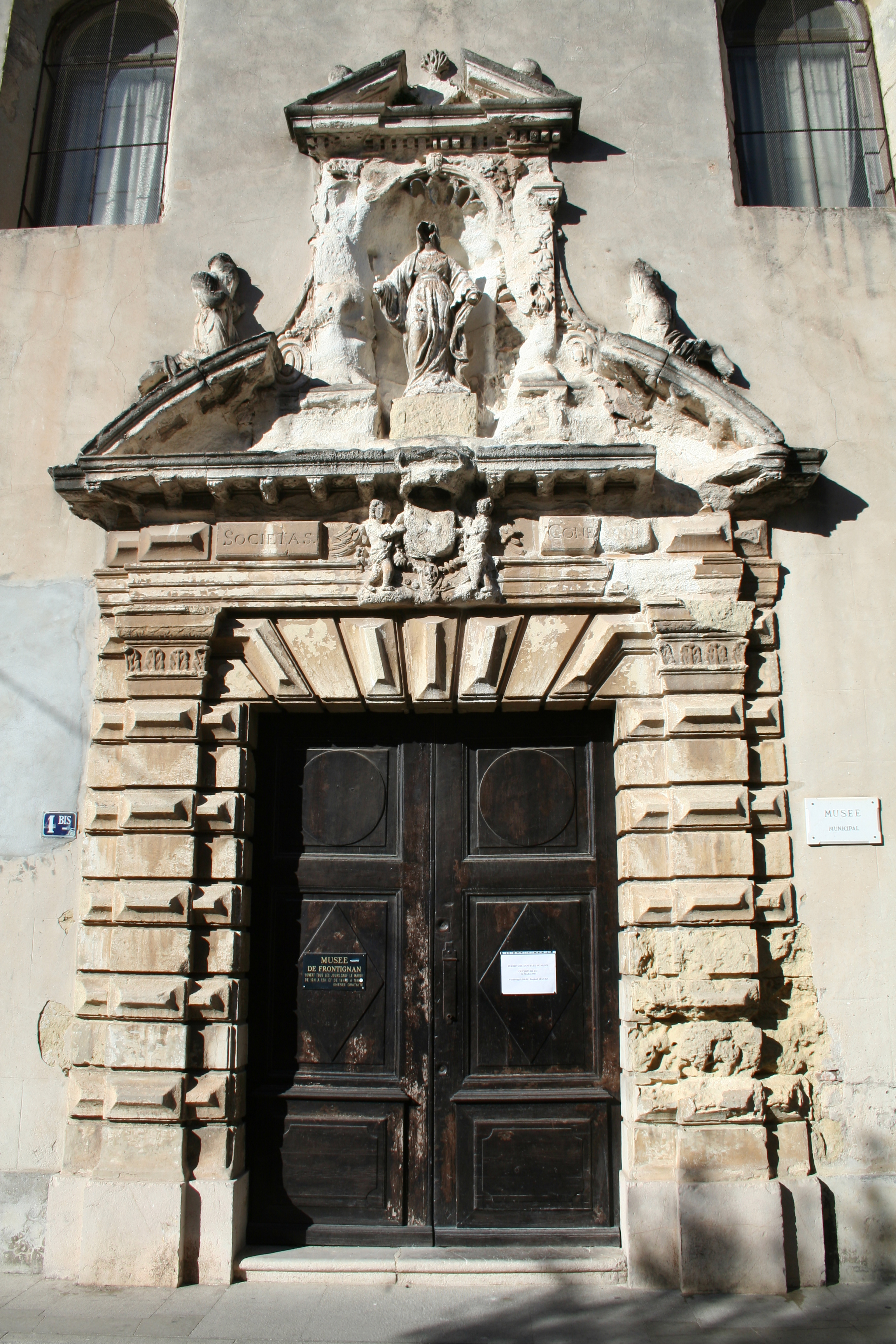
Chapelle des Pénitents Blancs